# Campionato inglese di calcio
Il campionato inglese di calcio è posto sotto l'egida della Football Association (FA), la federazione calcistica dell'Inghilterra.
È il campionato di calcio per club più antico del mondo, nonché la seconda competizione più longeva in assoluto (la prima è la FA Cup, che fu introdotta nel 1871, 17 anni prima del campionato inglese), infatti venne disputato per la prima volta nella stagione 1888-1889.
Dal 1992 il massimo campionato inglese è la Premier League, una lega composta da venti squadre (22 fino al 1995). La Premier League nacque quando i club della vecchia First Division si accordarono per capitalizzare al meglio i proventi televisivi e di sponsor, separandosi così dal sistema della Football League, che invece controlla tutte le altre leghe inglesi professionistiche.
Le squadre si affrontano secondo lo schema del girone unico (andata e ritorno), con la particolarità della disuguaglianza fra i calendari delle due frazioni del torneo. Non è previsto alcuno spareggio, perciò nel caso di arrivo di due squadre a parità di punti viene premiata la compagine con la miglior differenza reti. Le ultime tre classificate retrocedono nella serie inferiore, mentre le prime tre accedono al tabellone principale della serie superiore. La squadra vincitrice della Premier League si laurea campione d'Inghilterra ed accede direttamente alla fase a gironi della Champions League, insieme alla seconda, alla terza e alla quarta classificata. La quinta si qualifica all'Europa League, insieme alla squadra vincitrice della FA Cup.

## Struttura del campionato inglese
Il campionato di calcio professionistico inglese si suddivide in quattro categorie diverse, che non hanno però una numerazione uniforme. I vari tornei sono raggruppati in due leghe:
- Premier League, il massimo campionato professionistico inglese; costituisce una lega a sé stante.
- Football League, una lega che comprende gli altri tre tornei professionistici del calcio inglese:

1. Football League Championship, il secondo torneo del calcio professionistico inglese.
2. Football League One, il terzo torneo del calcio professionistico inglese.
3. Football League Two, il quarto torneo del calcio professionistico inglese.

Esiste poi il calcio semi-professionistico:
- National League, una lega che comprende i due tornei semi-professionistici del calcio inglese:

1. National League, il massimo campionato del calcio semi-professionistico inglese, nonché il quinto del calcio inglese.
2. National League North e National League South, il secondo campionato del calcio semi-professionistico inglese, nonché il sesto del calcio inglese.

- Northern Premier League, Isthmian Football League, Southern Football League, le tre leghe semi-professionistiche che coprono ciascuna solo parte della nazione:

1. Premier Division, i quattro massimi campionati delle tre leghe, e i settimi del calcio inglese,
2. le Divisions, i campionati cadetti di ciascuna lega, due o tre per ognuna per un totale di otto gironi in tutto il paese, rappresentanti l’ottavo campionato del calcio inglese.

Seguono altre leghe dilettantistiche di carattere regionale, sparse per tutta l'Inghilterra.